# Madakalapuwa (dystrykt)
Dystrykt Madakalapuwa (syng. මඩකලපුව දිස්ත්‍රික්කය, Maḍakalapūva distrikkaya; tamil. மட்டக்களப்பு மாவட்டம், Maṭṭakkaḷappu māvaṭṭam; ang. Batticaloa District) – jeden z 25 dystryktów Sri Lanki położony w środkowej części Prowincji Wschodniej. Obszar bardzo poważnie ucierpiał podczas trzęsienia ziemi w 2004 roku.
Stolicą jest miasto Madakalapuwa, zamieszkane przez 92 332 mieszkańców (2011). Administracyjnie dystrykt dzieli się na czternaście wydzielonych sekretariatów, z których największym pod względem powierzchni jest Erawurpattu, a najbardziej zaludnionym, Manmune Utura.

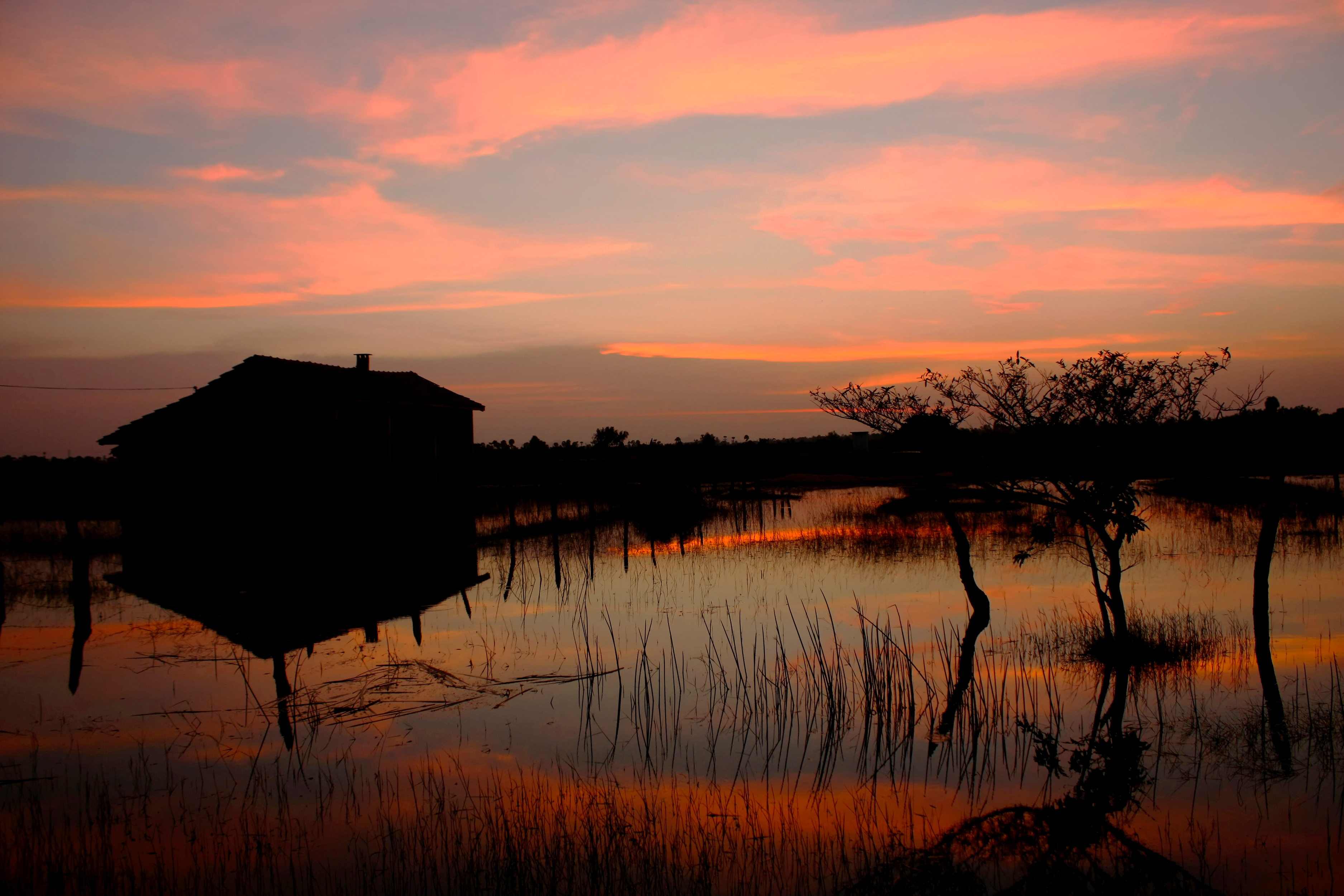
Zmierzch w Kumburumoolai

## Ludność
W 2012 roku populacja dystryktu wynosiła 525 142 osób o zróżnicowanym składzie etnicznym: 72,61% Tamilowie, 25,49% Maurowie Lankijscy, 1,17% Syngalezi, a inne grupy 0,55%.
Największą grupą religijną są wyznawcy hinduizmu, 64,55% i islamu, 25,51%; potem chrześcijanie 8,82%, a wyznawcy buddyzmu stanowią 1,1% populacji.
Dystrykt został mocno doświadczony podczas wojny domowej, która spowodowała duże zmiany etniczne i religijne.

## Turystyka
Na terenie dystryktu znajduje się kilka godnych uwagi atrakcji turystycznych:
- laguna Madakalapuwa[3] obfitująca w namorzyny i trawy morskie. Rozciąga się na długości 56 km. Atrakcją jest specyficzny hałas dochodzący z morza zwany przez miejscowych „śpiewającą rybą”.

- zbudowany przez Portugalczyków w 1628 roku fort wojskowy[4] znajdujący się w mieście Madakalapuwa. W budynkach oprócz muzeum znajdują się biura administracji rządowej.

- plaże Pasikuda, Kalkuda i Kalladi z rafami koralowymi[5].

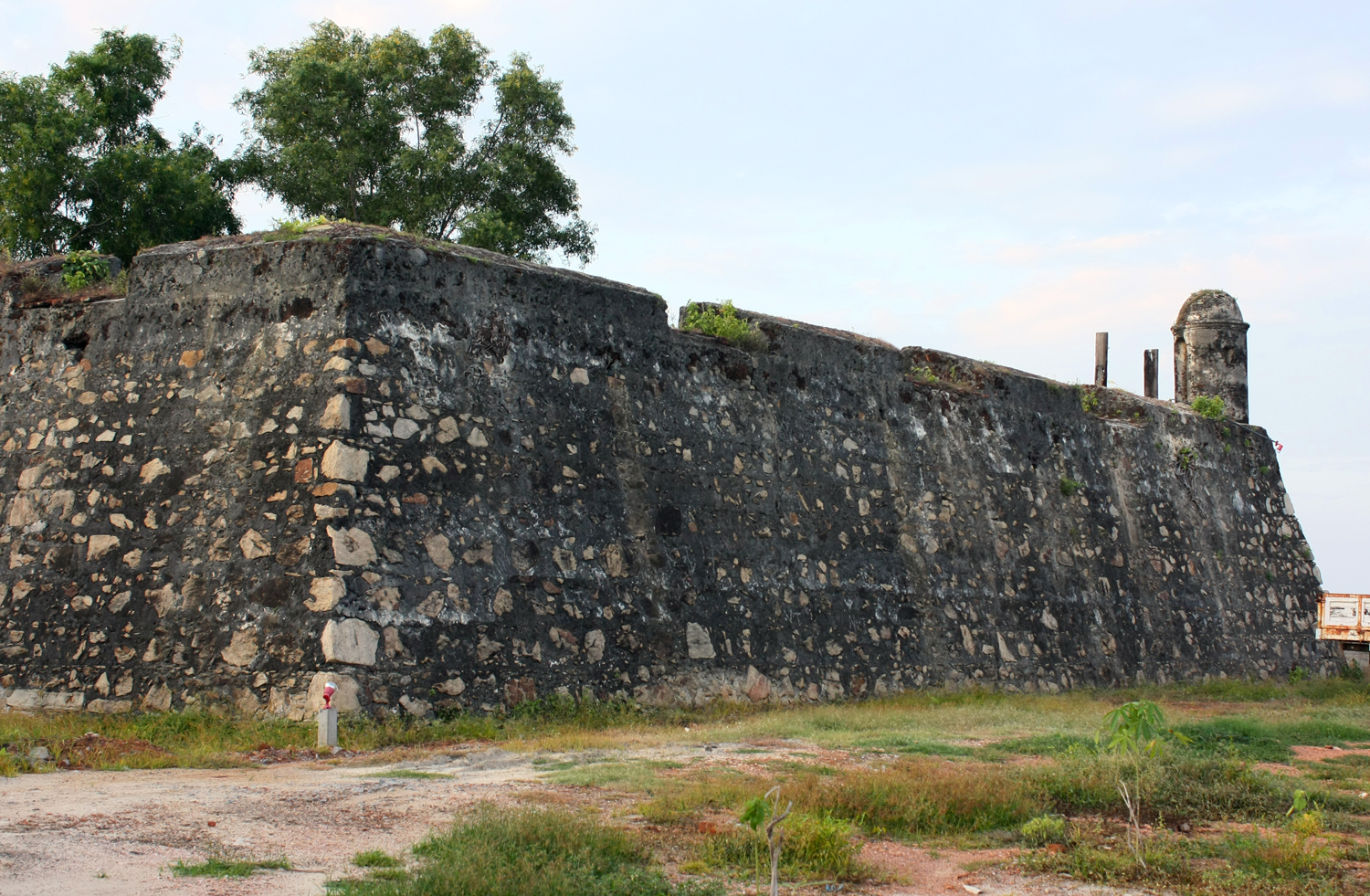
Fort Batticaloa
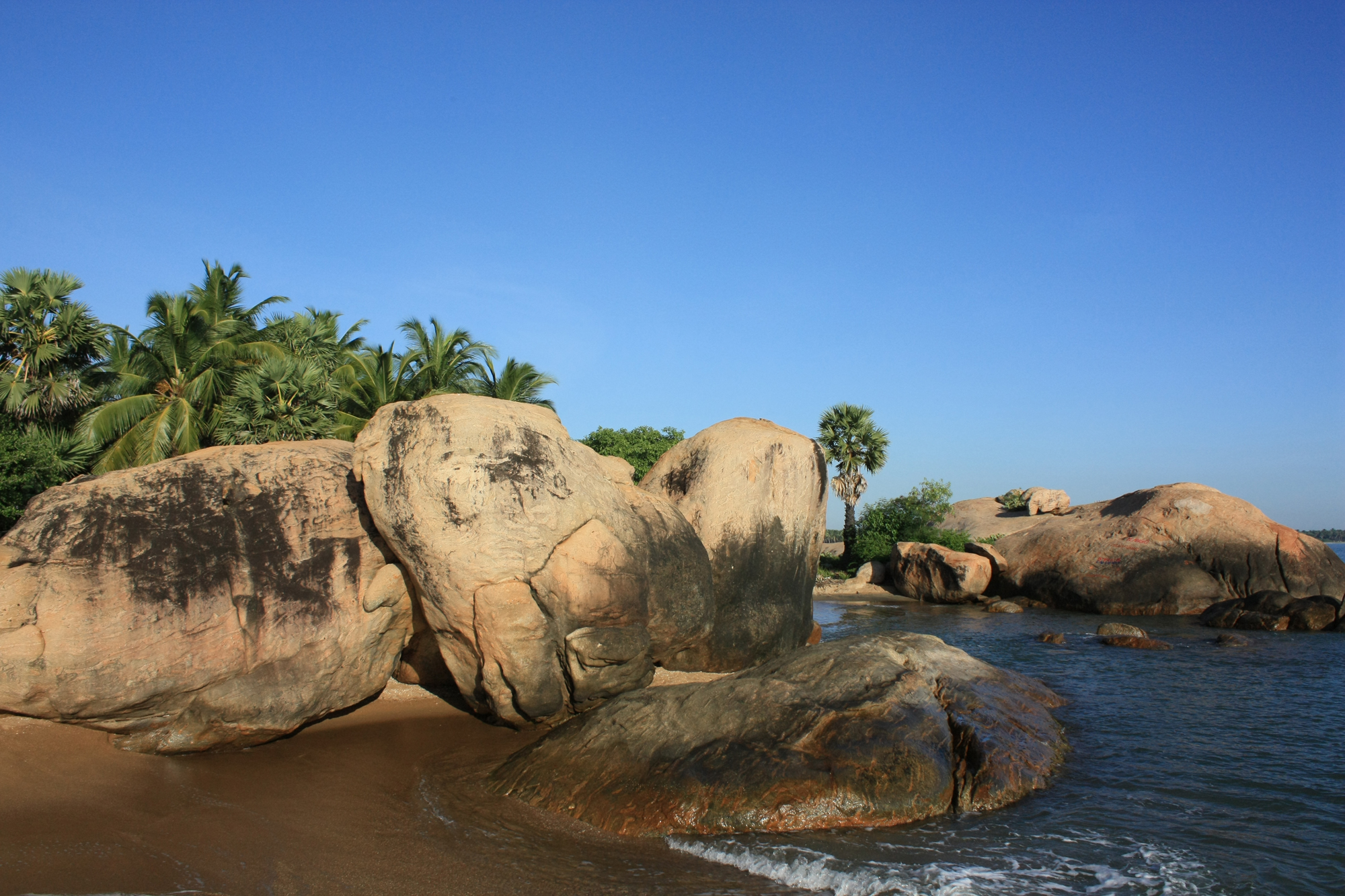
Plaża Pasikuda
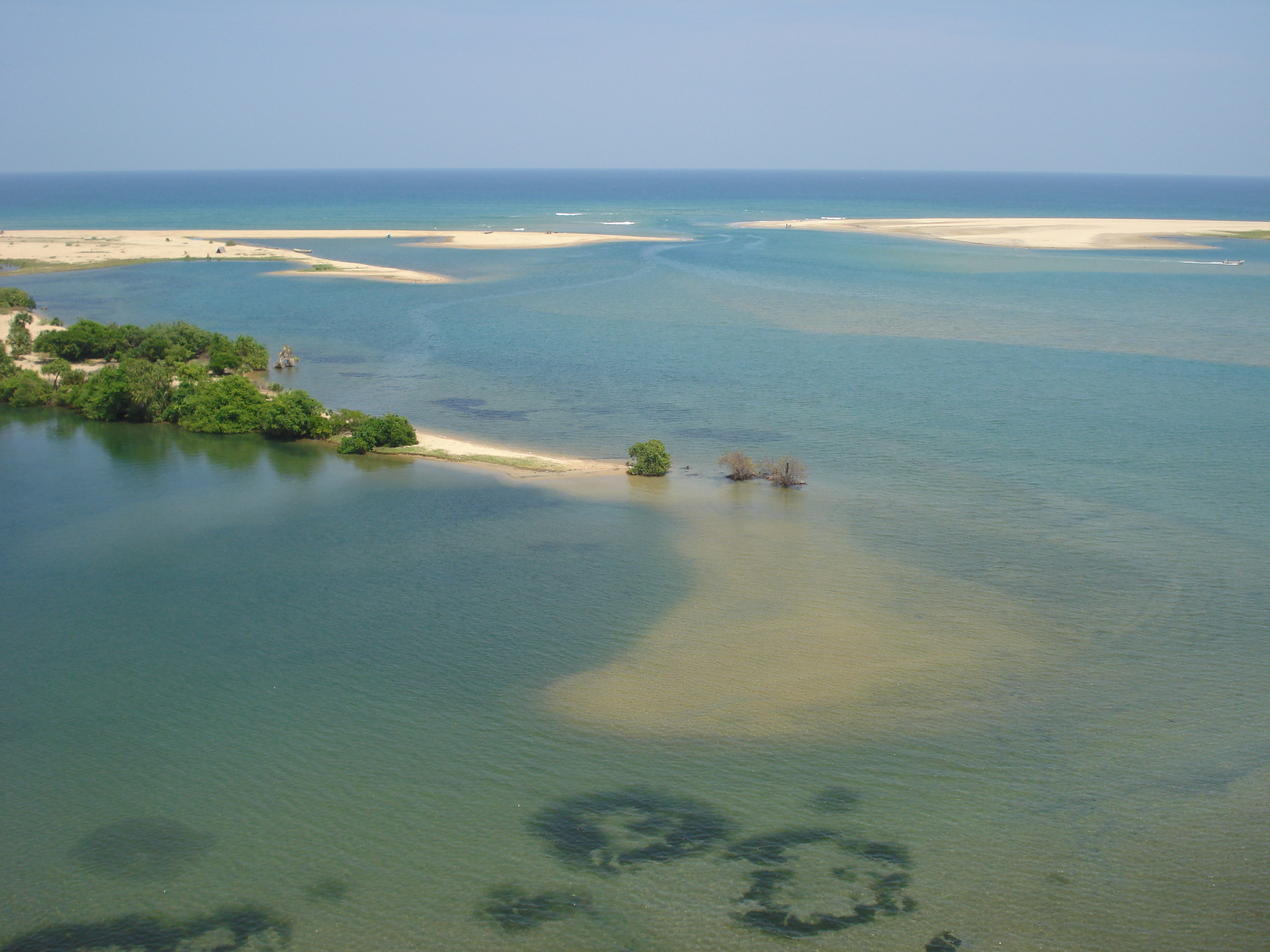
Laguna